# Jake Chambers
Jake Chambers z New Yorku roku 1977 je nejmladší člen Rolandova ka-tet a jedna z hlavních postav fantasy série Temná věž Stephena Kinga.
Dvanáctiletého Jakea hodil Jack Mort pod kola automobilu v roce 1977 a ten se vzápětí ocitl na dostavníkové stanici, kde chvíli přežíval. Poté přes poušť přišel Roland a vzal Jakea s sebou. Když se oba pokouší dostihnout Waltera v horách, Jake spadne do hlubin a ještě stačí Rolandovi říci: „Tak si jdi, jsou jiné světy než tento.“ Rolanda to velice mrzí, trápí ho svědomí, ale to je však slabší než chtíč dostihnout Waltera a Temnou Věž.
Roland později vejde do dveří mezi světy a zabrání Jacku Mortovi, aby Jakea v New Yorku 1977 zabil. Ten však má v hlavě pomateno. Jedna část mu tvrdí, že žije a druhá, že je mrtvý. Roland totiž vstoupil do jiného roku 1977. Jake se do Středosvěta prodruhé dostane nebezpečným obřadem a s sebou si vezme pistoli Ruger, ukradenou od svého otce. V baťohu měl přitom dvě knihy; jedna obsahuje plno hádanek, ta druhá se jmenuje „Karlík Šš-šš neboli vlak Blaine Mono“. Jake zažije i únos ve městě Ludu, když ho ošklivec Gasher vezme sebou ke svému šéfovi. 
Na cestě k Temné Věži doprovází Jakea jeho nejvěrnější přítel Ochu, mluvící brumlák.